# Pinalia rhynchostyloides
Pinalia rhynchostyloides är en orkidéart som först beskrevs av O'brien, och fick sitt nu gällande namn av Yan Peng Ng och Phillip James Cribb. Pinalia rhynchostyloides ingår i släktet Pinalia och familjen orkidéer.
Artens utbredningsområde är Java. Inga underarter finns listade i Catalogue of Life.

## Bildgalleri

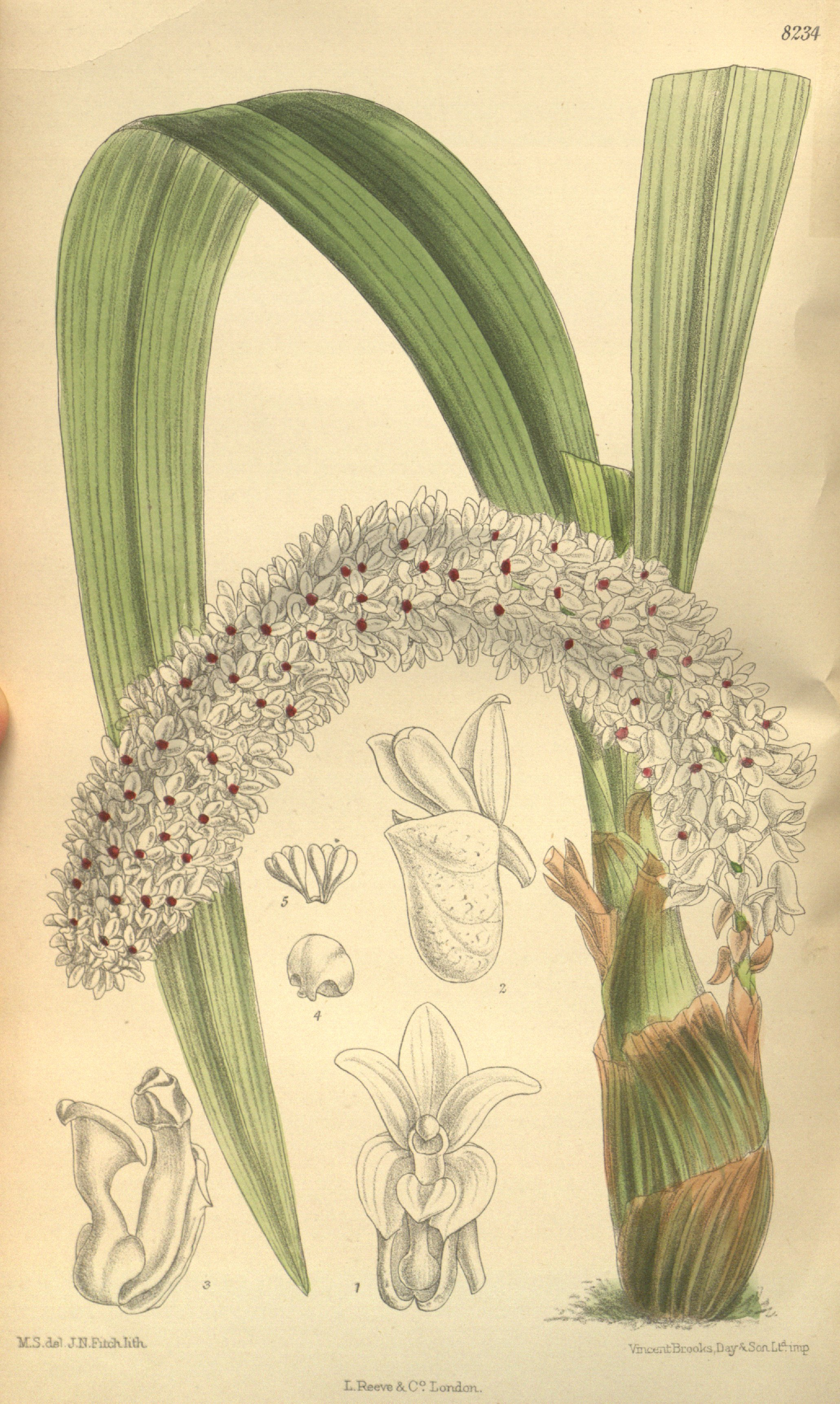